# کریستیانو میگلیوزی
کریستیانو میگلیوزی (انگلیسی: Cristiano Migliozzi؛ زادهٔ ۲۵ ژوئیهٔ ۲۰۰۲) بازیکن فوتبال است.